# Сидельников, Михаил Степанович
Михаил Степанович Сиде́льников (11 апреля 1911 — 11 июня 1997) — советский инженер, конструктор тракторов.

## Биография
В 1940—1950-х годах главный конструктор, позже главный инженер Алтайского тракторного завода. Один из главных разработчиков трактора ДТ-54 (первый опытный образец сделан в декабре 1944 года).
С 1954 г. главный инженер Сталинградского тракторного завода.
С 1966 по 1980 гг. — начальник технического управления — член Коллегии министерства тракторного и сельскохозяйственного машиностроения СССР.
Кандидат технических наук.

## Публикации
- Газогенераторный трактор и его значение в народном хозяйстве [Текст] / Инж. М. С. Сидельников, лауреат Сталинской премии ; Техн. совет Алт. тракт. завода им. М. И. Калинина. — Рубцовск : Тип. изд-ва «Сов. Сибирь» в Новосибирск, 1950. — 25 с. : ил.; 20 см.
- Альбом чертежей и технических условий на запасные части к трактору СХТЗ-НАТИ 1-ТА [Текст] / Инж. М. С. Сидельников, инж. С. И. Цейтин. — Москва : Сельхозгиз, 1947 (тип. М-113). — 27 с. текста, 212 с. черт.; (30х46) см.

## Награды и премии
- Сталинская премия второй степени (1950) — за разработку конструкции и промышленное освоение с/х дизельного трактора ДТ-54